# Eritrozin
Az eritrozin (E127) (más néven FD&C Red 3) egy fluoreszcens, meggyszínű, szén alapú fluorin, melyet élelmiszerek, festékek színének módosítására, fogászati és radiológiai célokra, valamint különböző biológiai sejtfestésekre használnak. Erős fény hatására elbomlik. 
Festékipari azonosítószáma: 45430.